# Dedulești, Brăila
Dedulești este un sat în comuna Mircea Vodă din județul Brăila, Muntenia, România.
La sfârșitul secolului al XIX-lea, satul era reședința comunei Dedulești, din plasa Ianca a județului Brăila, comună formată din satele Dedulești, Bagdat, Vișineni, Gherghișani și Vlădulești, cu o populație totală de 954 de locuitori. Inițial întemeiat pe la 1810 aproape de râul Buzău, satul Dedulești a fost mutat pe la 1873 în poziția actuală din cauza unor inundații. În comuna Dedulești funcționa atunci o biserică ortodoxă zidită de locuitori în 1860. Anuarul Socec din 1925 consemnează comuna Dedulești cu 1062 de locuitori în satele Dedulești și Bagdat și în cătunul Negolești, aparținând aceleiași plăși. Începând cu 1921, locuitorii satului Nisipurile din județul Râmnicu Sărat au părăsit amplasamentul satului de pe teritoriul actualei comune Jirlău, din cauza altor inundații provocate tot de râul Buzău, și s-au stabilit pe teritoriul comunei Dedulești. În scurt timp, noul sat Mircea Vodă a devenit reședința comunei.